# 1351년

## 연호
- 원(元) 지정(至正) 11년
- 일본(日本) 남조(南朝) 쇼헤이(正平) 6년
- 일본(日本) 북조(北朝) 간노(観応) 2년
- 쩐 왕조(陳朝) 티에우퐁(紹豊) 11년

## 기년
- 원(元) 혜종(惠宗) 19년
- 고려(高麗) 충정왕(忠定王) 3년
- 쩐 왕조(陳朝) 유종(裕宗) 11년

## 사건
- 충정왕이 원에 의해 강제 폐위되고, 충숙왕의 차남 강릉대군 전이 22세의 나이로 왕위에 오름. 고려 31대 국왕 공민왕
- 인주 왕조의 아부 이샤크가 무자파르 왕조의 야즈드를 공격했으나 실패
- 홍건적의 난이 일어나다.